# Isabel Thorne

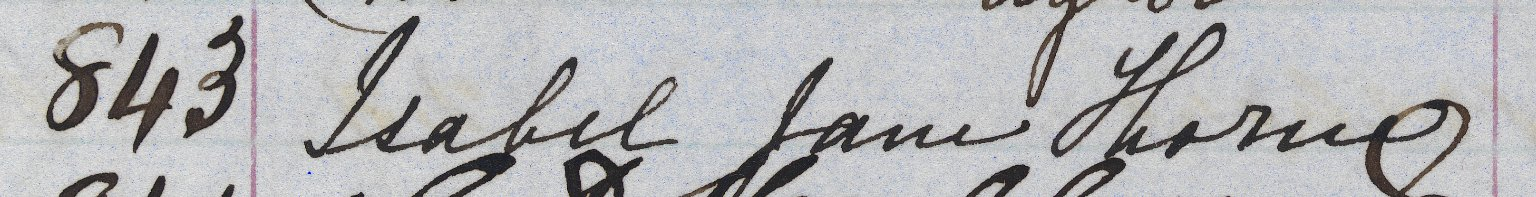
Registro de matrícula, Isabel Thorne. Universidad de Edimburgo, Centre for Research Collections.
Matriculation Roll, 1861-1874

Isabel Jane Thorne (Londres, 22 de septiembre de 1834 – Londres, 9 de octubre de 1910) fue pionera en la lucha por los derechos de las mujeres a recibir formación en medicina. Mrs.Thorne, como era conocida, formaba parte del grupo feminista las Siete de Edimburgo, que lucharon por conseguir el derecho de las mujeres a recibir formación para convertirse en doctoras. Una victoriana ejemplar, la dedicación de Thorne impulsó las campañas más violentas de las sufragistas para conseguir el reconocimiento de derechos para las mujeres.

## Biografía
Nació el 22 de septiembre de 1834 en Londres como Isabel Jane Pryer. Era la tercera hija de Isabel (1812–1884) y Thomas Pryer (1810/11–1851), un abogado. Se formó en la Queen's College de Londres. 
El 12 de agosto de 1856 se casó con Joseph Thorne (1823–1885), un comerciante de té en China, pasando sus primeros años de casada en Shanghái.
Tuvieron cinco hijos, de los que destacaron Isobel (nacida en 1860; estudiante de arte), May (Mary, nacida en 1861, quién se convirtió en cirujana tras apoyar a su madre en sus campañas); y el doctor Atwood Thorne, cirujano del Throat Hospital de Londres. Durante su estancia en Shanghái uno de sus hijos murió, lo que la impulsó a viajar a China e India para ayudar mujeres y niños.
Thorne falleció en su casa en el número 148 de Harley Street, Londres, el 7 de octubre de 1910. Fue incinerada el 11 de octubre y sus cenizas enterradas en el cementerio Southover, en Lewes.

## Carrera médica y activismo
Thorne estaba convencida de la necesidad de que hubiera doctoras para ayudar a las mujeres y sus hijos, especialmente en China e India. Viajó por China durante la Rebelión Taiping. Cuando regresó con su familia a Inglaterra en 1868, comenzó a impartir formación de obstetricia en el Colegio Femenino de Medicina, en Fitzroy Place, Londres, aunque más tarde señaló la enseñanza allí impartida como inadecuada.
Respondió a la solicitud de mujeres de Sophia Jex-Blake para unirse a ella en la formación a mujeres doctoras en la Universidad de Edimburgo. Así, Thorne pasó a formar parte del grupo Las Siete de Edimburgo (formado por Mary Anderson, Emily Bovell, Matilda Chaplin, Helen Evans, Sophia Jex-Blake, Edith Pechey así como la propia Thorne). Durante este tiempo, ganó el primer premio en un examen de anatomía. 
Después de que su intento de graduarse en Medicina fuera bloqueado, Thorne se convirtió en una de las mujeres que se reagrupó en la Escuela Femenina de Medicina de Londres. 
En 1876 el parlamento reconoció el derecho de las mujeres a examinarse oficialmente en medicina. Las siete de Edimburgo pusieron en marcha la Escuela Femenina de Medicina de Londres y propusieron a Thorne como Secretaria Honorífica, cargo que ostentó desde el 12 de junio de 1877 hasta 1908, además de tener un asiento en el ejecutivo, a pesar de que ella nunca llegó a convertirse en doctora en medicina. Su talante diplomático hizo que fuera reconocida como secretaria honoraria en lugar de Jex-Blake, cuya nominación suposo cierta controversia.
Thorne dejó a un lado su ambición de convertirse en doctora para ayudar en la tarea de que la Escuela Femenina funcionara adecuadamente. La doctora Lucy Sewall escribió que de todo el alumnado en Edimburgo, Isabel Thorne probablemente era la que tenía la capacidad de ser la mejor doctora. Era considerada diplomática, trabajadora, metódica y el pilar fundamental durante treinta años de la universidad.
Las anotaciones y registros de Mrs. Thorne se recopilaron en una publicación en 1905 llamada Sketch of the Foundation and Development of the London School of Medicine for Women. 
En 1908 su hija, la cirujana May Thorne, que se graduó en la Escuela Femenina de Medicina en 1895, la sucedió como secretaria honorífica.

## Reconocimiento
Las siete de Edimburgo recibieron a título póstumo la Licenciatura en Medicina por la Universidad de Edimburgo, el sábado 6 de julio de 2019. Los títulos fueron recogidos en su nombre por varios alumnas actuales de la Escuela Médica de Edimburgo. La graduación fue el primero de una serie de homenajes planificados por la Universidad de Edimburgo para conmemorar los logros e importancia del grupo de las Siete de Edimburgo.

## Publicaciones propias
- Employment for Educated Women, Englishwoman's Review of Social and Industrial Questions [1867], vol. 37, núm. 271 (1906), pp. 257–8.
- Sketch of the Formation and Development of the London School of Medicine (1905).